# تقنية باون

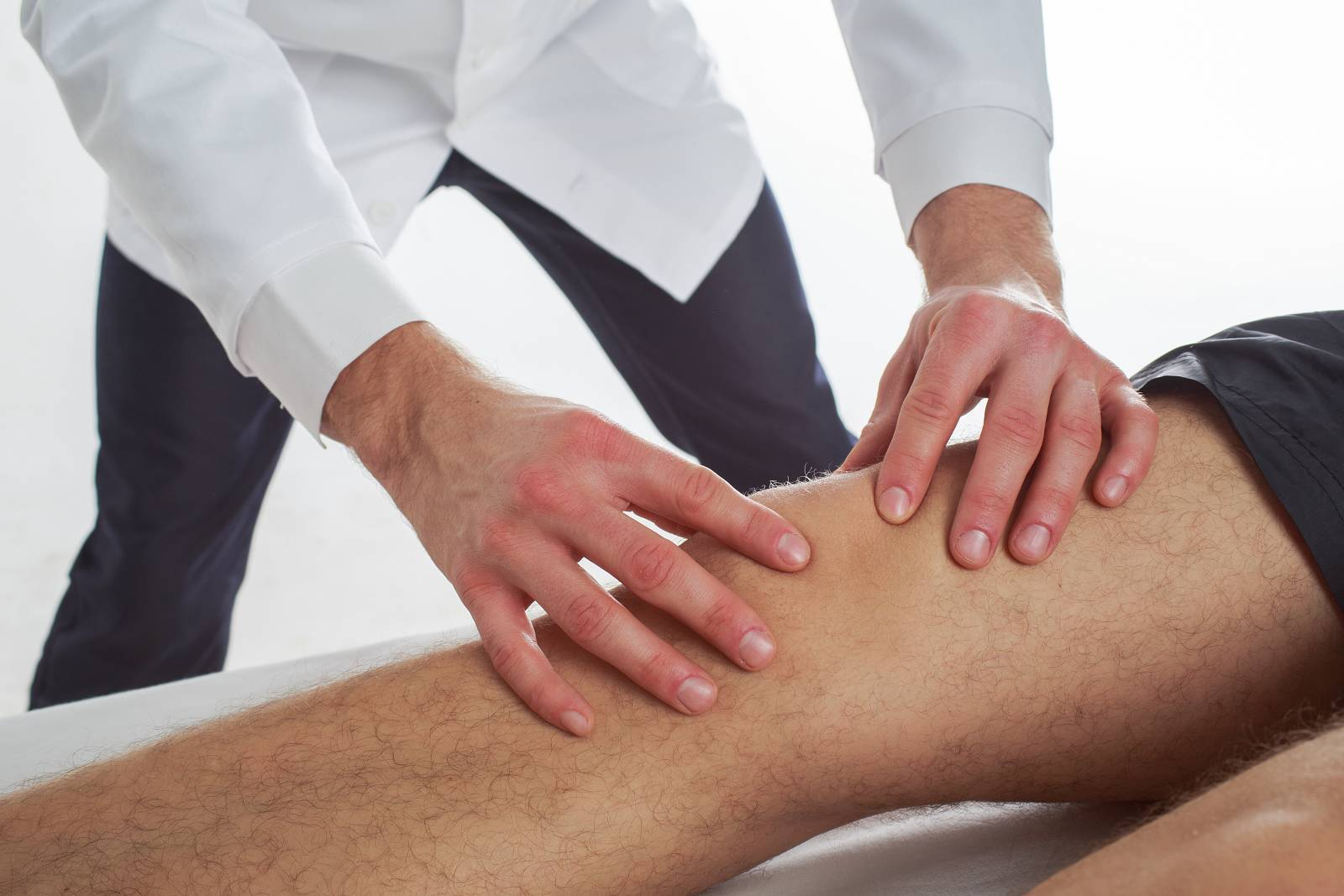

يعتمد أسلوب Bowen على حركة دائرية على جزء مسطح من الجسم، عضلات، أربطة، أوتار، مفاصل. يقال أن هذا الأسلوب لا ينطوي على ضغط عميق أو مطول على الأنسجة العضلية كما هو الحال في معظم أنواع التدليك، ولكنه يخفف من حدة توتر العضلات وإرهاقها ويساعد على التدفق اللمفاوي الطبيعي. ويعتمد هذا العلاج على الممارسات التي وضعها الأسترالي توم بوين.